# Château Broustet

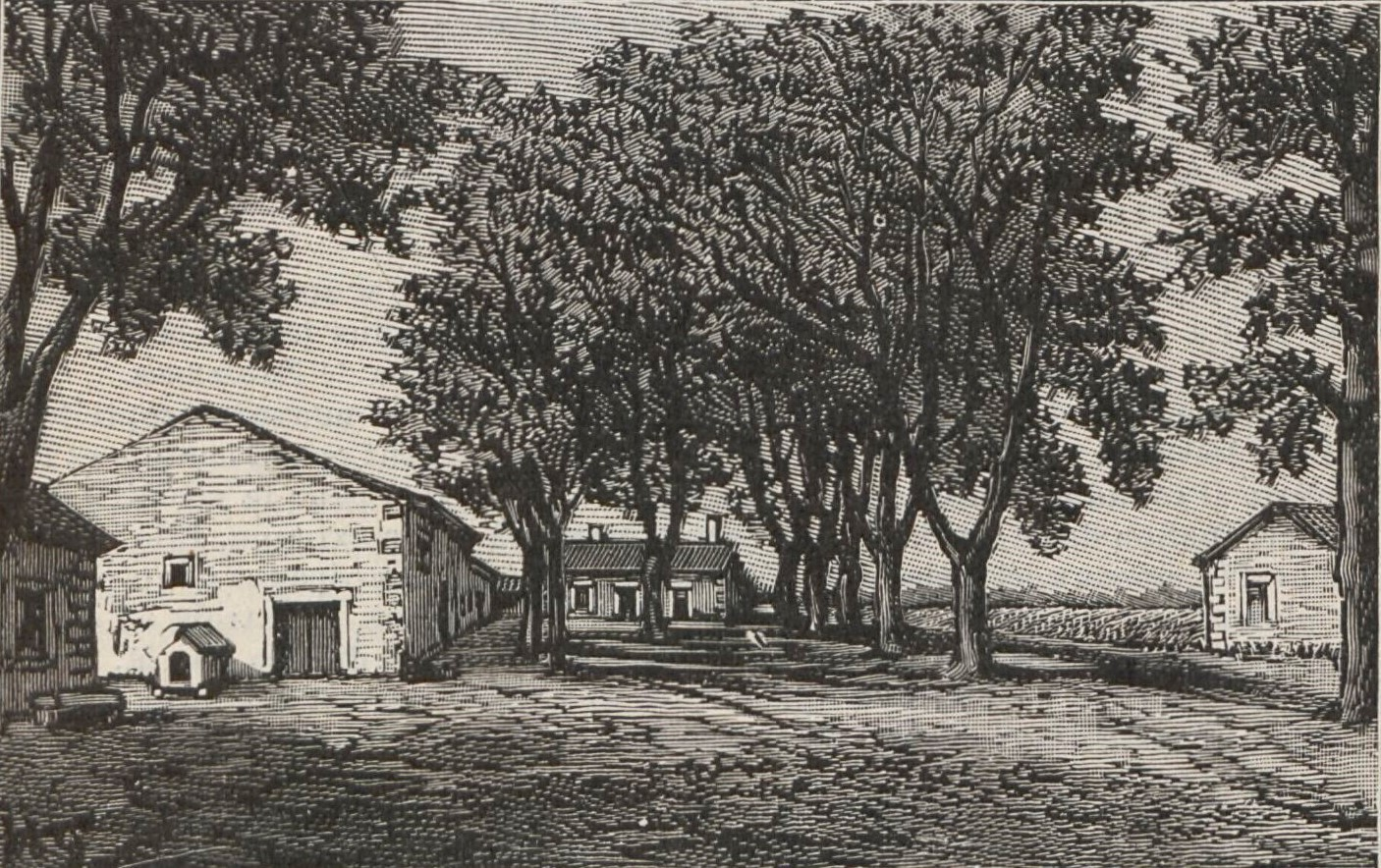
Ilustración del dominio, 1908.

El château Broustet es un dominio vitícola situado en Barsac en el departamento francés de la Gironda. El vino blanco dulce que produce, dentro de la AOC Barsac, está clasificado entre los segundos "crus" dentro de la Clasificación Oficial del Vino de Burdeos de 1855.